# Andreas Pereira
Andreas Hugo Hoelgebaum Pereira (ur. 1 stycznia 1996 w Duffel) – brazylijski piłkarz belgijskiego pochodzenia występujący na pozycji ofensywnego lub środkowego pomocnika w angielskim klubie Fulham oraz w reprezentacji Brazylii.

## Kariera klubowa
Pereira rozpoczął swoją karierę w belgijskim klubie Lommel United. Następnie trafił do akademii piłkarskiej PSV Eindhoven, aż w końcu w listopadzie 2011 roku został graczem Manchesteru United. 26 sierpnia 2014 roku Pereira zadebiutował w pierwszym zespole podczas przegranego 0:4 spotkania 2. rundy Pucharu Ligi Angielskiej z Milton Keynes Dons. 15 marca 2015 roku rozegrał swój pierwszy mecz w Premier League, zmieniając Juana Matę w 77. minucie wygranego 3:0 spotkania z Tottenhamem Hotspur. Swoją pierwszą bramkę dla Manchesteru United strzelił 23 września 2015 r. w wygranym 3:0 meczu 3. Rundy Pucharu Ligi przeciwko Ipswich Town.
11 lipca 2022 roku podpisał czteroletni kontrakt z opcją przedłużenia o kolejny rok z Fulham.

## Kariera reprezentacyjna
Pereira ma za sobą grę w młodzieżowych kadrach Belgii, z czasem jednak zdecydował się reprezentować kraj swoich rodziców, Brazylię. W 2015 roku wraz z kadrą Brazylii do lat 20 dotarł do finału młodzieżowych Mistrzostw Świata, gdzie jednak jego zespół został pokonany 1:2 przez Serbię.

## Życie prywatne
Syn brazylijskiego piłkarza Marcosa Pereiry. Posiada także obywatelstwo belgijskie.

## Statystyki kariery
(aktualne na 1 lipca 2022)
| Klub               | Sezon              | Liga               | Liga  | Liga   | Puchar kraju | Puchar kraju | Puchar ligi | Puchar ligi | Kontynentalne | Kontynentalne | Inne  | Inne   | Suma  | Suma   |
| Klub               | Sezon              | Liga               | Mecze | Bramki | Mecze        | Bramki       | Mecze       | Bramki      | Mecze         | Bramki        | Mecze | Bramki | Mecze | Bramki |
| ------------------ | ------------------ | ------------------ | ----- | ------ | ------------ | ------------ | ----------- | ----------- | ------------- | ------------- | ----- | ------ | ----- | ------ |
| Manchester United  | 2014/15            | Premier League     | 1     | 0      | 0            | 0            | 1           | 0           | –             | –             | –     | –      | 2     | 0      |
| Manchester United  | 2015/16            | Premier League     | 4     | 0      | 2            | 0            | 2           | 1           | 3             | 0             | –     | –      | 11    | 1      |
| Granada CF (wyp.)  | 2016/17            | Primera División   | 35    | 5      | 2            | 0            | –           | –           | –             | –             | –     | –      | 37    | 5      |
| Valencia CF (wyp.) | 2017/18            | Primera División   | 23    | 1      | 6            | 0            | –           | –           | –             | –             | –     | –      | 29    | 1      |
| Manchester United  | 2018/19            | Premier League     | 15    | 1      | 3            | 0            | 0           | 0           | 4             | 0             | –     | –      | 22    | 1      |
| Manchester United  | 2019/20            | Premier League     | 25    | 1      | 4            | 0            | 5           | 0           | 6             | 1             | –     | –      | 40    | 2      |
| S.S. Lazio (wyp.)  | 2020/21            | Serie A            | 26    | 1      | 2            | 0            | –           | –           | 5             | 0             | –     | –      | 33    | 1      |
| Flamengo (wyp.)    | 2021               | Série A            | 18    | 5      | 3            | 0            | –           | –           | 3             | 0             | –     | –      | 24    | 5      |
| Flamengo (wyp.)    | 2022               | Série A            | 13    | 2      | 1            | 0            | –           | –           | 7             | 1             | 8     | 0      | 29    | 3      |
| Fulham             | 2022/23            | Premier League     | 0     | 0      | 0            | 0            | 0           | 0           | –             | –             | –     | –      | 0     | 0      |
| Ogólnie w karierze | Ogólnie w karierze | Ogólnie w karierze | 160   | 16     | 23           | 0            | 8           | 1           | 28            | 2             | 8     | 0      | 227   | 19     |

## Sukcesy

### Manchester United
- Puchar Anglii: 2015/16

### Flamengo
- Copa Libertadores: 2021/22
- Puchar Brazylii: 2022[8]